# Aphaenogaster epirotes
Aphaenogaster epirotes är en myrart som först beskrevs av Carlo Emery 1915.  Aphaenogaster epirotes ingår i släktet Aphaenogaster och familjen myror. Inga underarter finns listade i Catalogue of Life.